# Plunket Shield 2020/21
Der Plunket Shield 2020/21 war die 92. Saison des nationalen First-Class-Cricket-Wettbewerbes in Neuseeland und wurde vom 19. Oktober 2020 bis zum 6. April 2021 ausgetragen. Als Sieger ging Canterbury aus der Saison hervor.

## Format
Die Mannschaften spielten acht Spiele in einer Division gegen jede andere. Für einen Sieg erhält ein Team zunächst 12 Punkte, für ein Unentschieden (beide Mannschaften erzielen die gleiche Anzahl an Runs) 6 Punkte. Soll kein Ergebnis erreicht werden und das Spiel in einem Remis enden, bekommen beide Mannschaften 0 Punkte, wenn das Spiel abgesagt wird, 2 Punkte. Zusätzlich besteht die Möglichkeit, in den ersten 110 Over des ersten Innings Bonuspunkte zu sammeln. Dabei werden jeweils bis zu 4 Punkte für erzielte Runs und für erzielte Wickets vergeben. Im Falle einer Reduktion der Spieldauer auf einen Tag wird ein Sieg mit 6 Punkten, ein Unentschieden mit 3 und ein Remis mit 2 Punkten honoriert, Bonuspunkte werden dann nicht vergeben. Des Weiteren ist es möglich, dass Mannschaften Punkte abgezogen bekommen, wenn sie beispielsweise zu langsam spielen oder der Platz nicht ordnungsgemäß hergerichtet ist. Am Ende der Saison ist der Sieger der Division der Gewinner des Plunket Shields.

## Resultate
Tabelle
Die Tabelle nach dem letzten Spieltag hatte die folgende Gestalt.
| Teams              | Sp. | S | N | U | R | A | Bat | Bwl | Ded | Punkte |
| ------------------ | --- | - | - | - | - | - | --- | --- | --- | ------ |
| Canterbury         | 8   | 5 | 0 | 0 | 3 | 0 | 19  | 30  | 0   | 109    |
| Northern Districts | 8   | 3 | 2 | 0 | 3 | 0 | 11  | 22  | 0   | 69     |
| Otago              | 8   | 2 | 4 | 0 | 2 | 0 | 13  | 26  | 0   | 63     |
| Auckland           | 8   | 2 | 0 | 0 | 5 | 1 | 12  | 21  | 0   | 61     |
| Central Districts  | 8   | 2 | 4 | 0 | 1 | 1 | 7   | 21  | 0   | 56     |
| Wellington         | 8   | 0 | 4 | 0 | 4 | 0 | 12  | 25  | 0   | 37     |

Sieg: 12 Punkte; Remis: 0 Punkte
Spiele
| 19. – 22. Oktober Scorecard | Hamilton | Northern Districts 253-8d (65) & 0-0d (0) | – | Central Districts 0-0d (0) & 254-3 (66.3) |
|                             |          | Central Districts gewinnt mt 7 Wickets    |   |                                           |

| 19. – 22. Oktober Scorecard | Wellington | Wellington 65 (34.1) & 212 (80.5) | – | Canterbury 156 (86.3) & 126-2 (29.5) |
|                             |            | Canterbury gewinnt mit 8 Wickets  |   |                                      |

| 20. – 22. Oktober Scorecard | Auckland | Otago 186 (53.5) & 54 (26.4)                    | – | Auckland 369-9d (125) |
|                             |          | Auckland gewinnt mit einem Innings und 129 Runs |   |                       |

| 28. – 31. Oktober Scorecard | Mount Maunganui | Northern Districts 335 (93) & 264-7 (62) | – | Otago 179 (51.2) & 330 (113.1) |
|                             |                 | Northern Districts gewinnt mit 90 Runs   |   |                                |

| 28. – 31. Oktober Scorecard | Auckland | Auckland 167 (67.5) & 269 (95) | – | Central Districts 150 (50) & 261 (79.1) |
|                             |          | Auckland gewinnt mit 25 Runs   |   |                                         |

| 28. – 31. Oktober Scorecard | Christchurch | Wellington 115 (44.3) & 276 (93.5)               | – | Canterbury 410-6d (117) |
|                             |              | Canterbury gewinnt mit einem Innings und 19 Runs |   |                         |

| 5. – 8. November Scorecard | Nelson | Central Districts | – | Auckland |
|                            |        | Abgesagt          |   |          |

| 5. – 8. November Scorecard | Wellington | Otago 265 (80.3) & 218-3d (57.4) | – | Wellington 205 (88.4) & 194 (59.5) |
|                            |            | Otago gewinnt mit 84 Runs        |   |                                    |

| 5. – 7. November Scorecard | Rangiora | Canterbury 266 (90.5)                            | – | Northern Districts 113 (59) & 121 (43.5) (f/o) |
|                            |          | Canterbury gewinnt mit einem Innings und 32 Runs |   |                                                |

| 14. – 17. November Scorecard | Nelson | Northern Districts 347 (133.5) & 233-7d (69) | – | Central Districts 281-8d (94) & 259 (67.4) |
|                              |        | Northern Districts gewinnt mit 40 Runs       |   |                                            |

| 14. – 17. November Scorecard | Wellington | Auckland 279 (85.1) & 297-5 (116) | – | Wellington 446 (149.3) |
|                              |            | Remis                             |   |                        |

| 14. – 17. November Scorecard | Alexandra | Otago 168 (56) & 337-9 (153) | – | Canterbury 499-7d (141) |
|                              |           | Remis                        |   |                         |

| 11. – 14. März Scorecard | Napier | Central Districts 175 (70) & 245-9 (60.2) | – | Wellington 104 (45.3) & 256 (90) |
|                          |        | Central Districts gewinnt mit 60 Runs     |   |                                  |

| 11. – 14. März Scorecard | Whangārei | Auckland 141 (48.1) & 141-2 (65.4) | – | Northern Districts 281-8d (68) |
|                          |           | Remis                              |   |                                |

| 11. – 14. März Scorecard | Rangiora | Canterbury 517 (112.5) & 209-5d (35.3) | – | Otago 375-5d (126) & 163 (63) |
|                          |          | Canterbury gewinnt mit 188 Runs        |   |                               |

| 18. – 21. März Scorecard | Mount Maunganui | Northern Districts 246 (80.4) & 379-5d (112) | – | Wellington 395 (147.2) & 108-5 (47) |
|                          |                 | Remis                                        |   |                                     |

| 18. – 21. März Scorecard | Invercargill | Auckland 351-8 (95.2) | – | Otago 259-5 (80.5) |
|                          |              | Remis                 |   |                    |

| 19. – 22. März Scorecard | Christchurch | Central Districts 149 (75.1) & 170 (83) | – | Canterbury 281 (81.3) & 39-1 (10.5) |
|                          |              | Canterbury gewinnt mit 9 Wickets        |   |                                     |

| 26. – 29. März Scorecard | Dunedin | Otago 393 (120.2) & 292 (70) | – | Central Districts 353-9d (96.2) & 288 (66.3) |
|                          |         | Otago gewinnt mit 44 Runs    |   |                                              |

| 27. – 30. März Scorecard | Auckland | Auckland 235 (86.4) & 317 (98) | – | Canterbury 131 (58.4) & 192-4 (89) |
|                          |          | Remis                          |   |                                    |

| 27. – 30. März Scorecard | Wellington | Wellington 414-4d (127) | – | Northern Districts 97-4d (45) |
|                          |            | Remis                   |   |                               |

| 3. – 6. April Scorecard | Auckland | Wellington 342 (125.5) & 298-7 (61.3) | – | Auckland 368 (123.5) & 267-7 (71) |
|                         |          | Remis                                 |   |                                   |

| 3. – 6. April Scorecard | Napier | Central Districts 207 (90.1) & 299-5 (114) | – | Canterbury 391 (143.1) |
|                         |        | Remis                                      |   |                        |

| 3. – 6. April Scorecard | Dunedin | Otago 272 (85.5) & 266 (104.3)           | – | Northern Districts 220 (64) & 317-7 (115.4) |
|                         |         | Northern Districts gewinnt mit 3 Wickets |   |                                             |